# Mac Coy
Mac Coy ist ein frankobelgischer Comic.

## Handlung
Die Reihe erzählt vom Soldatenleben Alexis Mac Coys im Wilden Westen, zwischen den Jahren 1864 und 1899. Während des Sezessionskriegs kämpft Mac Coy als konföderierter Kavallerieoffizier, wird aber, nach der Niederlage der Südstaaten, zum Dienst in der US-Kavallerie genötigt. Anfangs noch einfacher Reiter, avanciert Mac Coy rasch zum Sergeanten (Feldwebel) und First Sergeant (Kompaniefeldwebel). Schließlich wird er Sergeant Major (Regimentsfeldwebel) und besteht als solcher zahlreiche Abenteuer. Zuletzt rückt er (wieder) zum Captain (Hauptmann) auf, nur um kurz darauf Opfer eines Hinterhalts zu werden.
Im ersten Band kämpft er Ende 1864, als Lieutenant (Oberleutnant) in der Armee von John Bell Hood, im Franklin-Nashville-Feldzug. Nach dem Untergang der Armee rettet er Hood vor den verfolgenden Unionstruppen und wird, inzwischen zum Captain befördert, gefangen genommen.
Im zweiten Band erlebt Mac Coy das Kriegsende in einem Gefangenenlager und wird dort für einen Geheimauftrag von der Unionsarmee verpflichtet. Er soll mit einer Einheit aus gefangenen Südstaatlern eine Kriegskasse zurückholen, mit der ein abtrünniger Unionsoffizier nach Mexiko verschwunden ist. Mac Coy lernt dabei den konföderierten Sergeant Major Charly kennen, der sein treuer Begleiter wird. Beide geraten mit ihren Männern in die Wirren der durch die Französische Intervention in Mexiko ausgelösten Kämpfe. Am Ende geht die gesuchte Kriegskasse in einer Schlucht unerreichbar verloren. Mit leeren Händen treten Mac Coy und Charly die Heimreise in die Staaten an.
Unterwegs treffen sie, im dritten Band, einen sterbenden Goldsucher. Der Mann überlässt ihnen eine Schatzkarte, hinter der mehrere Parteien her sind. Die Suche nach der sagenhaften Stadt Cibola, die das Gold der Inka beherbergen soll, bringt nahezu allen Beteiligten den Tod. Letztlich mit leeren Händen, doch immerhin lebendig, kommen alleine Mac Coy, Charly und der geläuterte Bandit Maxi davon. Fortan bestehen sie zu dritt ihre Abenteuer.
Immer noch auf der Heimreise, treffen sie, im vierten Band, auf vier junge Frauen, die angeblich ihren Vater aus einem Gefängnis befreien wollen. In Wirklichkeit handelt es sich um die Geliebten des Verbrechers Killer Kane, die zum Versteck seiner Beute wollen. Verfolgt von Apachen und dem Gefängnisdirektor, kostet die Suche nach den 100.000 Dollar viele Leben, die am Ende trotzdem nicht geborgen werden können.
Im fünften Band erreichen die drei Gefährten endlich den Grenzfluss Rio Grande, geraten aber mit einer Bande Waffenschmuggler aneinander. Von einem Lynchmob verfolgt, retten sie sich nach Fort Apache in Arizona, wo überraschenderweise Mac Coys früherer Vorgesetzter Hood das Kommando führt. Der einstige General der Konföderierten wechselte nach deren Niederlage auf die Seite der Sieger und ist nun Oberst der 3. US-Kavallerie. Mac Coy, Charly und Maxi treten in Hoods Regiment ein, zunächst als einfache Soldaten.
In den weiteren Bänden der Reihe muss sich das Trio diversen Herausforderungen stellen, immer wieder mit gefährlichen Aufträgen betraut: sei es im wüstenähnlichen Südwesten der USA, sei es in den schneebedeckten Ausläufern der Rocky Mountains. Das von Mac Coy mehrfach gewünschte Ausscheiden aus der Armee hintertreibt Hood stets aufs Neue, indem er Mac Coy wiederholt befördert und gleichzeitig dessen Dienstzeitverträge einseitig (und somit illegal) verlängert.
Am Ende von Band 20 trifft ihn ein Gewehrschuss in den Rücken. Der Schwerverletzte glaubt sein Ende gekommen. Ein Gefährte widerspricht, bettet ihn auf ein Travois und beginnt den Rücktransport ins Fort. Es bleibt unklar, ob Mac Coy überleben wird. Band 21 enthält keinen Hinweis darauf und könnte davor handeln, da eine chronologische Reihenfolge auch früher schon nicht immer eingehalten wurde.

## Trivia
- Die Gesichtszüge Mac Coys erinnern an jene des jungen US-Schauspielers Robert Redford. Ähnlich verhielt es sich zuvor schon mit der zehn Jahre älteren Comicwestern-Reihe Leutnant Blueberry, in der die Titelfigur zumindest anfangs dem französischen Schauspieler Jean-Paul Belmondo glich. Während Blueberry nie befördert wird und immer Leutnant der US-Armee bleibt, durchlebt Mac Coy eine wechselhafte Karriere und bekleidet ab Band 10 der Albenreihe dauerhaft den Rang eines Sergeant Majors der US-Kavallerie.

- Mac Coys Markenzeichen ist ein heller, breitkrempiger Hut. Ihn trägt er durchgehend bis zum Ende der Albenreihe, nachdem er in Band 1, noch als konföderierter Offizier, sein Képi mit Nackenschutz im Kampf verloren hat. Um das Hutband liegt eine goldfarbene Hutkordel, die in zwei goldenen Eicheln ausläuft. Vorne, an der Hutkrone, ist der von einem goldenen Lorbeerkranz eingefasste Schriftzug CSA angebracht (für Confederate States Army). Dieses Abzeichen war allerdings der konföderierten Generalität vorbehalten. Südstaatenoffiziere, vom Colonel abwärts, führten an der Kopfbedeckung (falls überhaupt) das Abzeichen ihrer Waffengattung (ein Signalhorn bei der Infanterie, gekreuzte Säbel bei der Kavallerie, gekreuzte Kanonenrohre bei der Artillerie usw.). Diese Regelung galt analog für die Regimentsoffiziere der Nordstaatentruppen. Tatsächlich wurde in der Unionsarmee das Tragen von konföderierten Ausrüstungstücken, zumal bei Nicht-Offizieren, mit Sicherheit nicht geduldet.

- Daneben weist die Mac-Coy-Reihe einige weitere historische und chronologische Ungenauigkeiten auf. So befehligt ab Band 2 der vormalige Südstaaten-General John Bell Hood als Oberst der US-Armee die Garnison von Fort Apache. Im wahren Leben musste sich Hood nach dem Sezessionskrieg, von 1865 bis zu seinem frühen Tod 1870, als Baumwollhändler und Versicherungsagent durchschlagen. Denn in der Realität konnten Ex-Offiziere der Konföderierten nach dem Bürgerkrieg zwar in die US-Armee eintreten, eine Karriere als Offizier (und überhaupt im höheren Staatsdienst) blieb ihnen aber in der Regel verwehrt. Auf den vormaligen US-Offizier Hood fand zudem Abschnitt 3 des 1868 ratifizierten 14. Zusatzartikels zur Verfassung der Vereinigten Staaten Anwendung. Besagter Abschnitt verwehrte generell allen ehemaligen „Rebellen“, die vor dem Sezessionskrieg ein öffentliches Amt bekleidet hatten und zugleich auf die US-Verfassung vereidigt worden waren, eine Karriere im Staatsdienst oder als Politiker. In Ausnahmefällen konnte allein der US-Kongress gegenteilig entscheiden, doch nur mit Zwei-Drittel-Mehrheit. Davon wich man erst 1898 auffällig ab, als acht ehemalige – und inzwischen betagte – konföderierte Generäle während des Spanisch-Amerikanischen Krieges in Generalsränge der U.S. Volunteer Army befördert wurden. Zu ihnen, die zum Teil nur in der Heimat Etappendienste versahen, gehörten Joseph Wheeler, Fitzhugh Lee, Matthew Butler, William C. Oates und Thomas Rosser. In den Nationalgarden der US-Bundesstaaten durften konföderierte Ex-Offiziere offenbar schon früher wieder in Leitungsfunktionen aufrücken: So wurde 1888 der ehemalige Brigadegeneral Joseph R. Davis, ein Neffe des konföderierten Ex-Präsidenten Jefferson Davis, zum Generalmajor der Mississippi National Guard ernannt.

- In Band 11 erleben Mac Coy und Charly 1863 die Schlacht von Camerone, obwohl sie sich laut Band 2 erst 1865 kennenlernen.

## Deutschsprachige Ausgabe
Die Serie erschien in Deutschland zwischen 1979 und Juli 1986, neben anderen Serien, in der Reihe „Die großen Edel-Western“ der Delta Verlagsgesellschaft Stuttgart, im Vertrieb des Ehapa Verlags Stuttgart. Weitere Bände veröffentlichte bis 1990  Ehapa Comic Collection, bevor die Reihe in Deutschland vorzeitig eingestellt wurde.
Im Rahmen einer Gesamtausgabe hat der avant-verlag erstmals auch eine deutsche Übersetzung der französischsprachigen Originalausgaben 17 bis 21 und zwei bisher nicht auf Deutsch erschienenen Kurzgeschichten veröffentlicht. Das Projekt beinhaltet fünf Sammelbände mit jeweils vier bzw. fünf Originalalben.
Die Reihe endete nach dem Tod des Zeichners der Alben, Antonio Hernández Palacios, der 2000 verstarb.

## Alben
| Nr. | Titel                           | Jahr    | frz. Originaltitel          |
| --- | ------------------------------- | ------- | --------------------------- |
| 1   | Die Legende von Alexis Mac Coy  | 1974    | La Légende d’Alexis Mac Coy |
| 2   | Der Schatz aus Mexiko           | 1974/75 | Un nommé Mac Coy            |
| 3   | Eine Falle für Mac Coy          | 1975    | Pièges pour Mac Coy         |
| 4   | Der Triumph von Mac Coy         | 1976    | Le Triomphe de Mac Coy      |
| 5   | Wanted Mac Coy                  | 1977    | Wanted Mac Coy              |
| 6   | Das Geheimnis der weißen Dame   | 1977    | La Mort blanche             |
| 7   | Die Skalp-Jäger                 | 1978    | Trafiquant de scalps        |
| 8   | Die Schlacht am Little Big Horn | 1980    | Little Big Horn             |
| 9   | Der Teufelscanon                | 1981    | La Canyon du diable         |
| 10  | Aufstand in Durango             | 1982    | Fiesta à Durango            |
| 11  | Der Sieger von Camerone         | 1982/83 | Camerone                    |
| 12  | Der Gesetzlose                  | 1984    | L'Outlaw                    |
| 13  | Berge der Angst                 | 1986    | Les Collines de la peur     |
| 14  | Die Wüste der Wahnsinnigen      | 1988    | Le Désert des fous          |
| 15  | Mescaleros Station              | 1989    | Mescaleros station          |
| 16  | El Conquistador                 | 1990    | Le Fantômes de l'Espagnol   |
| 17  | Aufstand der Apachen            | 1991    | Terreur apache              |
| 18  | Die geheimnisvolle Truhe        | 1993    | La Malle aux sortilèges     |
| 19  | Der Brief aus Hualco            | 1995    | La Lettre de Hualco         |
| 20  | Die verschwundene Patrouille    | 1996    | Lointaine patrouille        |
| 21  | Auf der Suche nach Miss Kate    | 1999    | Sur la piste de miss Kate   |